# Adversidad
La adversidad es una forma de infortunio, cuando la suerte es desgraciada o contraria (adversa). Fernando Corripio, en su Diccionario de ideas afines la da como sinónimo de fatalismo, desgracia, desventura e infortunio.
En la iconografía clásica, la Adversidad está representada por una anciana, vestida pobremente, que se apoya en una caña para atravesar un campo estéril, en cuyo fondo se ve una cabaña destruida por un incendio; junto a ella, varios perros lamen los miembros de la anciana, cubiertos de llagas.
En el refranero tradicional español se encuentran ejemplos relacionados como «En las adversidades se conocen las amistades». Entre las citas puede recordarse la de Francis Bacon: «Adversity is not without comforts & hopes» (La adversidad no está exenta de comodidades y esperanzas).